# Lijst van Vlaamse ministers van Justitie
Dit is een lijst van ministers van Justitie in de Vlaamse regering. 
Zuhal Demir (N-VA) was de eerste Vlaamse justitie-minister. Deze ministerpost is gecreëerd nadat bij de zesde staatshervorming enkele bevoegdheden van het federale niveau naar de gemeenschappen gingen, meer bepaald inzake eerstelijnsbijstand (justitiehuizen), jeugddelinquentierecht, de strafuitvoering en het vervolgingsbeleid van de regio's (bijvoorbeeld inzake milieumisdrijven).
Tijdens de regering-Bourgeois (2014-2019) en -Homans (2019) werden de bevoegdheden onder Welzijn ingedeeld, vanaf de regering-Jambon werd het een aparte bevoegdheid.

## Lijst
| Nr. | Minister | Minister           | Partij | Partij | Begin          | Einde | Regering(en)          | Bevoegdheid            |
| --- | -------- | ------------------ | ------ | ------ | -------------- | ----- | --------------------- | ---------------------- |
| 1   |          | Zuhal Demir (1980) |        | N-VA   | 2 oktober 2019 | heden | Jambon en Diependaele | Justitie en Handhaving |